# Polska literatura współczesna
Polska literatura współczesna – epoka literacka w historii literatury polskiej, która trwa do chwili obecnej.
Początkowy okres polskiej literatury współczesnej jest sporny. Zdaniem niektórych krytyków i historyków literatury (m.in. Piotra Kuncewicza) współczesność w polskiej literaturze należy liczyć od roku 1918, czyli od odzyskania przez Polskę niepodległości. Są też tacy, dla których literatura współczesna rozpoczyna się od roku 1939. Większość jednak pozycji i dzieł naukowych przyjmuje, że współczesną literaturę liczyć należy od 1945 roku.
Literatura współczesna nie jest i nie była jednolita, ale podobnie jak sytuacja polityczna Polski po II wojnie światowej, ulegała licznym metamorfozom i przemianom, często analogicznym do przemian politycznych jakie następowały w państwie polskim. Jedną z jej cech charakterystycznych, szczególnie w latach 1945–1989 był podział na literaturę krajową i emigracyjną. Wiązało się to z pozostaniem za granicą albo z emigracją części twórców nie akceptujących reżimu panującego w Polsce w tym okresie.
Współczesny brak rzeczywistej ochrony twórców, powszechne piractwo, w tym piractwo ebooków i audiobooków, kradzież twórczości przez AI, patologiczny rynek, brak wiarygodnych danych o wielkości nakładu i sprzedaży, monopolistyczna postawa wydawców, zachwiały stanem literatury w Polsce.

## Literatura polska w latach 1945–1950
Literatura krajowa w tym okresie przeżywała początkowo żywiołowy rozwój. Powstało wtedy wiele wybitnych utworów głównie o tematyce okupacyjno-wojennej. Ówczesne władze wspierały bujny rozwój kultury, licząc na pozyskanie jej do celów propagandy. Wkrótce też podjęto działania, mające na celu uzależnienie kultury od ideologii komunistycznej. W listopadzie 1947 prezydent Bolesław Bierut podczas III zjazdu Związku Zawodowego Literatów Polskich zapoczątkował rewolucję kulturalną. Uzyskał poparcie ze strony „aktywu” partyjnego, istniejącego w związku, który zaatakował „niedostatki ideologiczne” literatury. Mimo sprzeciwu pisarzy katolickich (m.in. Stefan Kisielewski, Jerzy Zawieyski i inni) do władz ZZLP weszli komuniści. W następnym zjeździe (styczeń 1949) komuniści Stefan Żółkiewski i Włodzimierz Sokorski w referatach ogłosili, że „socrealizm” stanowić będzie jedyne kryterium oceny. Na czele Związku stanął komunista Leon Kruczkowski.
W poezji krajowej tego okresu wyróżniała się twórczość Konstantego Ildefonsa Gałczyńskiego, autora Zaczarowanej dorożki oraz satyrycznych miniatur Teatrzyk Zielona Gęś, który jednak pod koniec tego okresu coraz częściej podejmował tematykę socrealistyczną. Innymi głośnymi twórcami byli Julian Tuwim oraz Adam Ważyk, tworzący literaturę zgodną z wymaganiami władzy. Swoje pióra na usługi propagandy oddali także Julian Przyboś, Stanisław Jerzy Lec, Arnold Słucki. W tym okresie tworzyli też Antoni Słonimski i Kazimiera Iłłakowiczówna (ta ostatnia coraz bardziej skazywana na milczenie za niechęć do socrealizmu). Najważniejszym debiutantem tego okresu w poezji był Tadeusz Różewicz.
W prozie krajowej także widoczne były coraz wyraźniejsze naciski władz. Najgłośniejszym utworem tego okresu był Popiół i diament Jerzego Andrzejewskiego, powieść, która wzbudziła kontrowersje zarówno u władz, jak i u opozycji antykomunistycznej. Powstało wtedy wiele utworów o tematyce okupacyjnej. Były to m.in. Medaliony Zofii Nałkowskiej oraz opowiadania Tadeusza Borowskiego – ten ostatni po sukcesie opowiadań oddał swoje pióro na usługi najbardziej agresywnej propagandy komunistycznej. Tematykę wojenną podejmowali też Seweryna Szmaglewska (Dymy nad Birkenau), Adolf Rudnicki, Jan Dobraczyński, Kornel Filipowicz, Jarosław Iwaszkiewicz i wielu innych. Rozwijała się też proza historyczna, odporna na socrealistyczne schematy (Antoni Gołubiew, Karol Bunsch, Władysław Jan Grabski).
We wczesnych latach powojennych ukazywały się powieści, które łączyły podobieństwo postaw życiowych bohaterów oraz rewizja wyborów życiowych w kontekście wydarzeń wojennych i powojennych. Nurt ten określono mianem literatury obrachunków inteligenckich. Były to m.in.: Jezioro Bodeńskie (1946) Stanisława Dygata, Drewniany koń (1946) Kazimierza Brandysa, Sprzysiężenie (1947) Stefana Kisielewskiego oraz zbiór opowiadań Sedan (1948) Pawła Hertza.
W dziedzinie dramatu przodowali Leon Kruczkowski (m.in. Niemcy) oraz Jerzy Szaniawski (Dwa teatry). Krytykę krajową opanowali komuniści.
Na emigracji w tym okresie tworzyli poeci Jan Lechoń, Kazimierz Wierzyński, Józef Łobodowski, Jan Rostworowski i wielu innych. Prozę tworzyli m.in. Maria Kuncewiczowa, Sergiusz Piasecki, oraz Tadeusz Nowakowski. Na emigracji rozwijała się też twórczość dramatyczna (m.in. Jan Rostworowski), społeczno polityczna (Włodzimierz Bączkowski) oraz reportaż (Melchior Wańkowicz). Na emigracji wydano też cenne wspomnienia: Józefa Czapskiego (Na nieludzkiej ziemi), Beaty Obertyńskiej, Hanny Ordonówny.

## Literatura polska w latach 1950–1956
Państwo w tym okresie posiadało monopol wydawniczy i dążyło do podporządkowania sobie twórczości literackiej. Jego polityka szła dwoma torami. Z jednej strony publikowano w dużych nakładach klasykę (Mickiewicz, Sienkiewicz, Prus), z drugiej wycofywano z księgarń, bibliotek i czytelni takich autorów jak Maria Rodziewiczówna, Melchior Wańkowicz, Zofia Kossak-Szczucka i wielu innych. Masowo wydawano też literaturę radziecką (dzieła Lenina i Stalina). Oszołomieni zasięgiem totalitarnego oddziaływania partii, zafascynowani dynamizmem systemu, zastraszeni, albo też przekupywani przywilejami materialnymi, jakie przyznawano posłusznym, polscy twórcy coraz aktywniej włączali się w propagowanie nowych kanonów sztuki. U szczytu sławy znajdowali się wtedy Władysław Broniewski, autor Słowa o Stalinie, oraz Konstanty Ildefons Gałczyński, autor licznych socrealistycznych wierszy, sprawnie zresztą napisanych. W duchu socrealistycznym pisali czołowi polscy poeci: Julian Tuwim, Mieczysław Jastrun (wielbiący Bieruta), Adam Ważyk (wielbiący Stalina), Antoni Słonimski oraz wielu innych. W prozie dominowały powieści „produkcyjne” o schematycznej akcji i fabule, sławiące ustrój i piętnujące „wrogów ludu”. W tym duchu pisali Bohdan Czeszko (Pokolenie), Witold Zalewski (Traktory zdobędą wiosnę), Jerzy Putrament, Tadeusz Konwicki, Władysław Machejek, Wojciech Żukrowski. Nieco na wyższym poziomie stały utwory Juliana Stryjkowskiego i Igora Newerlego (Pamiątka z Celulozy). Wielu wybitnych pisarzy zaprzestało w tym okresie pracy twórczej (m.in. Kazimiera Iłłakowiczówna). Po śmierci Stalina w 1953 zaczęły pojawiać się pierwsze utwory zwiastujące koniec epoki socrealizmu (min. Poemat dla dorosłych Adama Ważyka).
Na emigracji bujnie rozwijało się życie literackie, w którym ważną rolę odgrywał Instytut Literacki w Paryżu, wydawca m.in. miesięcznika „Kultura” (od 1947). Nowe tomy poetyckie wydali: Czesław Miłosz, Kazimierz Wierzyński, Józef Bujnowski, Stanisław Młodożeniec i inni. Mieszkający w Argentynie Witold Gombrowicz wydał powieść Trans-Atlantyk (1953) – bolesną groteskę polskości, Melchior Wańkowicz wydał Ziele na kraterze, Józef Mackiewicz – Drogę donikąd, Zofia Kossak-Szczucka – Przymierze i Błogosławioną winę, Herminia Naglerowa – Sprawę Józefa Mosta o losach polskich zesłańców w ZSRR. Gustaw Herling-Grudziński wydał przejmujące wspomnienia z łagru pt. Inny świat, które były tłumaczone na wiele języków. Inny pisarz-więzień łagrów, Jerzy Jochimek czekał na możliwość publikacji swoich książek aż do 2006 roku. Czesław Miłosz wydał esej Zniewolony umysł, w którym rzucił nowe światło na psychologiczne korzenie komunizmu. Rozwijała się też krytyka literacka.

## Literatura polska w latach 1956–1960
Poznański Czerwiec '56, który utorował drogę do władzy Władysławowi Gomułce, spowodował złagodzenie cenzury i przyniósł ożywienie w polskim życiu literackim. Gwałtownie wzrosła liczba przekładów literatury zachodniej. Szczególną popularność zdobyła wśród czytelników literatura amerykańska. Pojawiły się pierwsze wydania utworów polskich pisarzy emigracyjnych (m.in. Gombrowicza). W tym okresie powstały nowe pisma literackie np. „Współczesność” i „Dialog”. Ożywienie zapanowało w publicystyce kulturalnej i krytyce literackiej, na łamach już istniejących pism, takich jak „Przegląd Kulturalny”, „Nowa Kultura” czy „Życie Literackie”. Do głosu doszło związane z Krakowską szkołą krytyki nowe pokolenie krytyków z Andrzejem Kijowskim na czele.
W dziedzinie poezji nastąpił powrót autorów skazywanych w latach stalinowskich na milczenie, takich jak Kazimiera Iłłakowiczówna. Własne oblicze odnajdowali poeci, którzy debiutowali w poprzednim okresie np.: Tadeusz Różewicz, Tadeusz Kubiak, Stanisław Grochowiak, Wisława Szymborska i inni. Najważniejszymi debiutantami przedstawionymi w „Prapremierze pięciu poetów” na łamach „Życia Literackiego” (nr 51 z grudnia 1955) obok Herberta byli: Miron Białoszewski, Bohdan Drozdowski, Stanisław Czycz, Jerzy Harasymowicz. Wśród tych poetów dominowała ostra refleksja nad cywilizacją i granicami człowieczeństwa w świecie współczesnym. Z poetów starszego pokolenia tworzyli nadal: Jarosław Iwaszkiewicz, Mieczysław Jastrun i Julian Przyboś. Wybitnym aforystą był Stanisław Jerzy Lec, autor Myśli nieuczesanych.
Wybitnymi prozaikami w tym okresie byli: Maria Dąbrowska, która po okresie milczenia wydała tom opowiadań Gwiazda zaranna, Jerzy Szaniawski, autor Profesora Tutki oraz wyzwoleni z socrealizmu i konformizmu Kazimierz Brandys, Roman Bratny (twórca popularnej powieści Kolumbowie. Rocznik 20), Tadeusz Hołuj, Julian Stryjkowski, Jerzy Andrzejewski (twórca m.in. paraboli stalinizmu – Ciemności kryją ziemię) oraz wielu innych. Warto wymienić też pisarzy określanych mianem katolickich, takich jak: Antoni Gołubiew (twórca epopei Bolesław Chrobry), Jerzy Zawieyski czy Jan Józef Szczepański. Znakomitym eseistą i popularyzatorem historii Polski był Paweł Jasienica. Rozgłos zdobył Leopold Tyrmand, autor bestsellera Zły. Mocną pozycję wśród czytelników osiągnęli Sławomir Mrożek – oryginalny humorysta oraz Stanisław Lem – twórca powieści fantastycznonaukowych oraz esejów filozoficzno-futurologicznych (Dialogi, Dzienniki gwiazdowe, Eden). Wielki talent ujawnił Marek Hłasko, który po opublikowaniu paru opowiadań, wyjechał za granicę, gdzie pozostał, gdyż władze PRL uniemożliwiły mu powrót. Stał on się legendą pokolenia „pryszczatych”, brutalnie odsłaniającym realia ówczesnej Polski. Innymi przedstawicielami tego nurtu byli Marek Nowakowski i Ireneusz Iredyński.
W dziedzinie dramatu dominowały groteskowe alegorie i abstrakcyjny teatr poetycki. Do czołowych dramaturgów należeli Zbigniew Herbert, Tadeusz Różewicz, Stanisław Grochowiak, Sławomir Mrożek (m.in. Policjanci) oraz Leon Kruczkowski.

## Literatura polska w latach 1960–1970
Nadzieje związane z Poznańskim Czerwcem zostały szybko rozwiane. Już pod koniec lat pięćdziesiątych cenzura zaczęła ponownie coraz głębiej ingerować w literaturę, a wielu pisarzy objęto zakazem druku. Polityka wydawnicza reżimu komunistycznego polegała na lansowaniu masowo wydawanej propagandowej literatury kombatancko-wojennej takich twórców jak Janusz Przymanowski czy Zbigniew Safjan, oraz mało pokupnych, na ogół przeciętnych debiutów kosztem nakładów najbardziej poczytnych autorów współczesnych i klasyki. Cenzura praktycznie zniszczyła literaturę zagłębiającą się w realia PRL. W 1964 r. czołowi intelektualiści polscy złożyli na ręce premiera Józefa Cyrankiewicza słynny List 34, w którym protestowali przeciwko polityce władz wobec kultury.
Literatura polska, mimo tych trudności rozwijała się jednak stosunkowo dobrze. W poezji na plan pierwszy wysunęli się: Zbigniew Herbert, autor Studium przedmiotu i Napisu, Tadeusz Różewicz, autor Twarzy, Stanisław Grochowiak, autor Nie było lata oraz Wisława Szymborska, która wydała Sól i Sto pociech. Warci wymienienia są też poeci eksperymentujący formalnie tacy jak Miron Białoszewski, Tadeusz Kubiak, Urszula Kozioł, Jerzy Harasymowicz czy zmarła w 1967 r. w wieku 32 lat Halina Poświatowska. Z poetów starszych Mieczysław Jastrun wydał Wolność wyboru. Nowe wiersze wydawali też Aleksander Rymkiewicz, ks. Jan Twardowski, Marek Skwarnicki i inni. Około roku 1968 do głosu dochodzi nowe pokolenie twórców zwane „Nową Falą” (m.in. Adam Zagajewski, Stanisław Barańczak, Ewa Lipska, Ryszard Krynicki, Julian Kornhauser, Stanisław Stabro). W latach 60. XX wieku zadebiutował poeta, autor tekstów piosenek, twórca nowego gatunku literackiego zwanego felietonem śpiewanym, Wojciech Młynarski.
W prozie, spośród pisarzy o ustalonej renomie popularnością cieszyła się Maria Dąbrowska, która wydała najpierw w odcinkach, a potem w wydaniu książkowym Przygody człowieka myślącego. Jerzy Andrzejewski wydał m.in. Bramy raju, rozgłos zapewniły mu perypetie z cenzurą przy okazji bezskutecznych prób wydania Miazgi oraz opublikowanie w Paryżu Apelacji. Nowe książki publikowali też: Tadeusz Breza (Spiżowa brama i Urząd), Jerzy Szaniawski, a także powracający z emigracji twórcy w rodzaju Marii Kuncewiczowej, Michała Choromańskiego oraz bardzo popularnego w kraju Melchiora Wańkowicza. W młodszym pokoleniu literatów rozgłos zdobył Tadeusz Konwicki (Sennik współczesny). Serię powieści o życiu w PRL zaczął wydawać w paryskiej Bibliotece „Kultury” Stefan Kisielewski pod pseudonimem „Tomasz Staliński” (Widziane z góry). Szczyt twórczości przeżywał Stanisław Lem (Solaris, Summa technologiae, Cyberiada, Głos Pana). Wysoką markę posiadały dzieła: Hanny Malewskiej, Antoniego Gołubiewa, Pawła Jasienicy. Osobną pozycję w literaturze zyskali też: Andrzej Braun, Kazimierz Brandys, Marian Brandys, Kornel Filipowicz, Andrzej Kijowski, Andrzej Kuśniewicz, Tadeusz Nowak, Marek Nowakowski, Julian Stryjkowski oraz niezwykle popularny twórca groteskowych opowiadań Sławomir Mrożek. Mistrzostwo w prozie osiągnął również Zbigniew Herbert swoim słynnym esejem Barbarzyńca w ogrodzie. Spośród pisarzy związanych z reżimem popularnością cieszyła się twórczość Wojciecha Żukrowskiego. Szeroko lansowani przez władzę byli także Władysław Machejek i Stanisław Ryszard Dobrowolski.
W dramacie przeważały utwory o silnym ładunku poetyckim i symbolicznym, odwołujące się do groteskowych parabol, dzięki czemu twórcy przenosili głębsze treści przez sita cenzury. Najgłośniejszymi dramatami dekady były Kartoteka (1960) Tadeusza Różewicza i Tango (1964) Sławomira Mrożka.
Na emigracji w tym okresie tworzyli poeci, z których na czoło wysuwali się Czesław Miłosz (zbiory Król Popiel, Miasto bez imienia) oraz Kazimierz Wierzyński (zbiory Kufer na plecach i Czarny polonez). Swoje tomy wydawali też: Aleksander Wat (tomik Ciemne świecidło), Wacław Iwaniuk (Ciemny czas), Czesław Bednarczyk, Jan Rostworowski (Dom złoty) i wielu innych. Prozę tworzyli: Witold Gombrowicz, autor Pornografii, Gustaw Herling-Grudziński, autor Dziennika pisanego nocą, jak również Józef Mackiewicz (Lewa wolna), Marek Hłasko, Leopold Tyrmand, Józef Wittlin i wielu innych.

## Literatura polska w latach 1970–1980
Literatura w Polsce przeżywała w latach siedemdziesiątych pewne załamanie wynikające z rosnącej cenzury i jałowości utworów wydawanych oficjalnie. Kryzys był jednak stopniowo przezwyciężany przez nieoficjalną działalność wydawniczą i młode pokolenie pisarzy. Jedną z cech charakterystycznych w literaturze lat siedemdziesiątych było wyodrębnienie się pewnych nurtów literackich. Były to: nurt wiejski (m.in. Konopielka Edwarda Redlińskiego, Tańczący jastrząb Juliana Kawalca, Pałac Wiesława Myśliwskiego), nurt kresowy (m.in. Dolina Issy Czesława Miłosza, Bohiń Tadeusza Konwickiego) oraz nurt żydowski (m.in. twórczość Juliana Stryjkowskiego).
W poezji tego okresu na czoło wysuwało się pokolenie Zbigniewa Herberta, autora filozoficznych wierszy o Panu Cogito. Z poetów tego pokolenia wyróżniali się również: Stanisław Grochowiak, Tadeusz Różewicz, Wisława Szymborska, Tadeusz Kubiak, Ernest Bryll, Urszula Kozioł i inni. Wysokim uznaniem cieszyły się też twórczości: Witolda Dąbrowskiego, Aleksandra Rymkiewicza, Marka Skwarnickiego, ks. Jana Twardowskiego, Tadeusza Kubiaka czy Jerzego Zagórskiego. W tym okresie pojawiła się równocześnie nowa generacja poetów na czele z autorem pesymistycznych, nihilistycznych i półpornograficznych wierszy – Rafałem Wojaczkiem. Do innych przedstawicieli nowego pokolenia poetów należeli m.in.: Stanisław Barańczak, Ryszard Krynicki, Leszek Szaruga i Jacek Bierezin. Ogromną popularnością wśród młodzieży cieszyła się twórczość Edwarda Stachury. Na emigracji królował niepodzielnie Czesław Miłosz, autor Gdzie słońce wschodzi i kędy zapada. Nowe zbory publikowali także: Bogdan Czaykowski, Józef Łobodowski, Beata Obertyńska, Wacław Iwaniuk i inni.
W prozie polskiej Jerzy Andrzejewski zdołał opublikować Miazgę w „Zapisie” – piśmie literackim wydawanym w drugim obiegu. Marian Brandys opublikował kilka poczytnych prac historycznych. Nowe i godne uwagi książki wydawali też: Teodor Parnicki, Andrzej Kuśniewicz, Andrzej Szczypiorski, Janusz Głowacki, Marek Nowakowski, Edward Redliński, Roman Brandstaetter (Jezus z Nazarethu). Eseistykę filozoficzną i beletrystyczną zarazem uprawiał znany także jako Dedal felietonista, krytyk i prozaik Andrzej Kijowski (Listopadowy Wieczór, Dziecko przez ptaka przyniesione). Sensacją literacką stały się Rozmowy z katem Kazimierza Moczarskiego, które wkrótce po wydaniu zostały przeniesione na scenę. Pojawiło się też nowe pokolenie prozaików m.in.: Julian Kornhauser, Kazimierz Orłoś, Adam Zagajewski i Waldemar Łysiak. Wielu nie mogąc przebić się przez cenzurę, zaczęło wydawać swoje utwory w „Zapisie” i innych pismach poza zasięgiem cenzury. Swoje prace publikowali w nich: Jacek Bocheński, Kazimierz Brandys (powieść Nierzeczywistość), Tadeusz Konwicki (Kompleks polski, Mała apokalipsa), Marek Nowakowski, Julian Stryjkowski i inni. Publicystykę społeczno-kulturalną na wysokim poziomie reprezentowali Ryszard Kapuściński, autor Cesarza oraz Tomasz Łubieński, autor Bić się czy nie bić. Pomostem między literaturą krajową a emigracyjną stał się Stefan Kisielewski, który jako Tomasz Staliński wydał w Paryżu Romans zimowy, Cienie w pieczarze, Śledztwo. Nowe książki na emigracji wydali też: Włodzimierz Odojewski (Zasypie wszystko zawieje), Andrzej Chciuk (Towarzysze z bezpieczeństwa), Stanisław Vincenz, Zofia Romanowicz, Aleksander Wat, Danuta Mostwin i inni. W eseistyce wybitne osiągnięcia mieli m.in.: Leopold Tyrmand, Adam Czerniawski, Gustaw Herling-Grudziński.
Józef Mackiewicz w tym czasie publikował teksty polityczne (wcześniej wydał na emigracji sześć powieści). W drobnej formie literackiej dominował – wznawiany mimo wszystko w kraju – Sławomir Mrożek.

## Literatura polska w latach 1980–1990
Literaturę lat 80. charakteryzowały zerwanie z kanonami „języka literackiego” i kształtowanie się pod dużą presją bieżących wydarzeń politycznych. Część autorów podejmowała tę tematykę wprost, przez co musieli publikować swoją twórczość w wydawnictwach podziemnych lub za granicą. Inni szukali ratunku przed nihilizmem w refleksji ogólniejszej lub przeszłości, co pozwalało im publikować utwory oficjalnie. Koniec dziesięciolecia zamknął w polskiej literaturze epokę naznaczoną zmaganiami z ustrojem politycznym. Wraz z upadkiem w Polsce komunizmu doszło do połączenia się krajowych i emigracyjnych nurtów literackich.
W poezji dominowali twórcy starszego pokolenia. Postacią niezwykle popularną, symbolizującą jedność kultury krajowej i emigracyjnej stał się Czesław Miłosz, którego pozycję w polskiej kulturze wzmocniła przyznana w 1980 literacka Nagroda Nobla. Jego wiersz Który skrzywdziłeś odczytano jako aluzję do władz komunistycznych i przejaw poparcia dla „Solidarności”. Gdy w czerwcu 1981 roku odwiedził Polskę, był entuzjastycznie witany w Warszawie, Gdańsku, Krakowie oraz w Lublinie, gdzie otrzymał doktorat honoris causa KUL. Oprócz twórczości Miłosza uznaniem cieszyły się też wiersze: Zbigniewa Herberta, ks. Jana Twardowskiego, Wisławy Szymborskiej oraz młodszego pokolenia takich poetów jak: Stanisław Barańczak, Leszek Szaruga, Ryszard Krynicki.
W prozie znaczącymi osiągnięciami były coraz częściej wydawane też w tzw. drugim obiegu książki Andrzeja Kijowskiego (Niedrukowane) – (wydawnictwo NOW-a), Andrzeja Kuśniewicza, Igora Newerly’ego (Zostało z uczty bogów), Marka Nowakowskiego, Kazimierza Orłosia, Jarosława Marka Rymkiewicza (Rozmowy polskie latem roku 1983), Juliana Stryjkowskiego, Jana Józefa Szczepańskiego, Andrzeja Szczypiorskiego, Józefa Mackiewicza, Władysława Terleckiego czy Piotra Wojciechowskiego.
Jeszcze młodszą generację poetów stanowiło tak zwane „pokolenie brulionu”, skupione wokół czasopisma „brulion”, krytykującego herbertowski model „liryki czynu”, idącego z duchem zachodniego postmodernizmu i literatury reprezentowanej przez „szkołę nowojorską”. Z tych kręgów wywodzą się: Marcin Świetlicki, Robert Tekieli, Jacek Podsiadło, Manuela Gretkowska. Do najlepszych debiutów należały książki Pawła Huelle.
Na emigracji wysoką rangę miała twórczość takich autorów jak Janusz Głowacki, Włodzimierz Odojewski, Gustaw Herling-Grudziński (Dziennik pisany nocą), Adam Zagajewski. W 1987 w podziemnym wydawnictwie Przedświt po raz pierwszy ukazały się w niewielkim nakładzie powieści Jerzego Jochimka w tomie zatytułowanym Za Kręgiem. W historii literatury wysoką pozycję posiadał Czesław Zgorzelski.